# Post-rock
Post rock – gatunek rocka alternatywnego, w którym charakterystyczne jest użycie instrumentów typowych dla muzyki rockowej, lecz rytm, progresja, harmonika i barwa dźwięku przy ich pomocy tworzone, są różne od rockowej. Typowa w gatunku jest też redukcja roli wokalu. Estetyka postrockowa jest pod silnym wpływem utworów Velvet Underground, Public Image Ltd, rytmu krautrocka i improwizacyjności jazzowej.

## Pochodzenie terminu
Określenie post-rock zostało po raz pierwszy użyte na łamach magazynu Mojo przez recenzenta i krytyka Simona Reynoldsa, w marcu 1994 roku, dla opisania albumu Hex zespołu Bark Psychosis. Jak pisał Reynolds, terminu użył do określenia muzyki w której typowa instrumentacja rockowa zostaje użyta z zamiarami stworzenia nie-rocka.

## Historia
Za pierwszą płytę postrockową można uznać Metal Box brytyjskiej grupy Public Image Ltd z 1979 roku – pomimo że ukazała się w czasach, gdy gatunek jeszcze się nie rozwinął, konstrukcja utworów spełnia wymogi estetyki post-rockowej. Późne lata osiemdziesiąte są okresem rosnącej popularności shoegaze, stylu, który również utorował drogę zespołom lat dziewięćdziesiątych, przyzwyczajając publiczność do niestereotypowych pasaży gitarowych.
Na początku lat dziewięćdziesiątych XX wieku zostały wydane dwa istotne dla gatunku albumy. Pierwszy z nich to Laughing Stock zespołu Talk Talk: pełen długich jazzowych improwizacji, z artrockową instrumentacją (np. użycie aż siedmiorga skrzypiec) album, który jednak zdobył ogromną popularność. Drugi to Spiderland formacji Slint, zawierający narracyjny wokal Briana McMahana (melorecytacyjne opisy, mówienie często przeplatane ze śpiewem) i kompozycje instrumentalne, ambientowe. Spiderland i Laughing Stock ukazały się w roku 1991 i zostały przez krytykę uznane za narodziny gatunku.
W połowie lat dziewięćdziesiątych nastąpił rozkwit post-rocka, publiczność zdobyły takie grupy jak Seefeel, Pram i inne elektroniczne, krautrockowe grupy. Twórcy muzyki elektronicznej tacy jak Tortoise czy Jim O’Rourke, również stali się częścią historii post-rocka. 
Obecnie koncertujące zespoły zaliczane do nurtu przez krytyków, to m.in. Godspeed You! Black Emperor, Mogwai, Sleep Dealer, Sigur Rós, Explosions in the Sky, I'msonic rain, God Is an Astronaut, Grace Cathedral Park, Caspian oraz polskie zespoły m.in.: Tides From Nebula i Besides.

## Cechy charakterystyczne muzyki
1. Występowanie w utworach metrum nieregularnego lub zmiennego;
2. Utwory są długie (często ponad 5 minut) i bardzo często są instrumentalne, ze zmniejszoną rolą wokalu;
3. Kompozycja utworu zawiera repetycje, podobne jak w minimalizmie;
4. Cechuje się odejściem od linearnie rozwijanej linii melodycznej, na rzecz luźnej kompozycji plam dźwiękowych (ambientalność), przez co barwa dźwięku staje się istotniejszą wartością od melodii[4];
5. Występowanie improwizacji.